# Arvid Törnblom

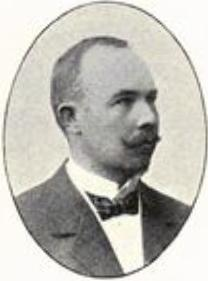
Arvid Törnblom

Arvid Emil Theodor Törnblom, född 6 februari 1862 i Vimmerby landsförsamling, död 1927 i Malmö, var en svensk advokat och författare.
Törnblom blev student vid Uppsala universitet 1881, i Lund 1884, avlade kansliexamen 1886, examen till rättegångsverken samma år, blev vice häradshövding 1889 och advokat i Göteborg 1890. Han var från 1894 advokat i Malmö och Malmö stads dispaschör samt från 1900 extra lärare i bland annat författningskunskap vid navigationsskolan i Malmö. Han blev ledamot av Sveriges advokatsamfund 1898. Han var sekreterare i styrelsen för Malmö stads gas- och elektricitetsverk 1904–24.